# Pretzier
Pretzier is een plaats en voormalige gemeente in de Duitse deelstaat Saksen-Anhalt, en maakt deel uit van de Landkreis Altmarkkreis Salzwedel.
Pretzier vormt samen met Königstedt een Ortschaft van de gemeente Salzwedel. Pretzier ligt circa 7 kilometer ten oosten van de stad Salzwedel, Königstedt 3 kilometer verder naar het zuidoosten.
Aan de spoorlijn Stendal - Uelzen heeft Pretzier, 7½ km ten oosten van Station Salzwedel, een spoorweghalte, iets ten noorden van het dorp. Door het dorp loopt de Bundesstraße 190. Aan de oostelijke rand van Pretzier staat een zeer groot agrarisch bedrijf.
Pretzier zelf telde eind 2023 1.034 inwoners; Königstedt had er 71.
De van oorsprong middeleeuwse dorpskerk te Pretzier werd twee keer, in 1911 en in 1999, zeer ingrijpend uitgebreid dan wel gerenoveerd.

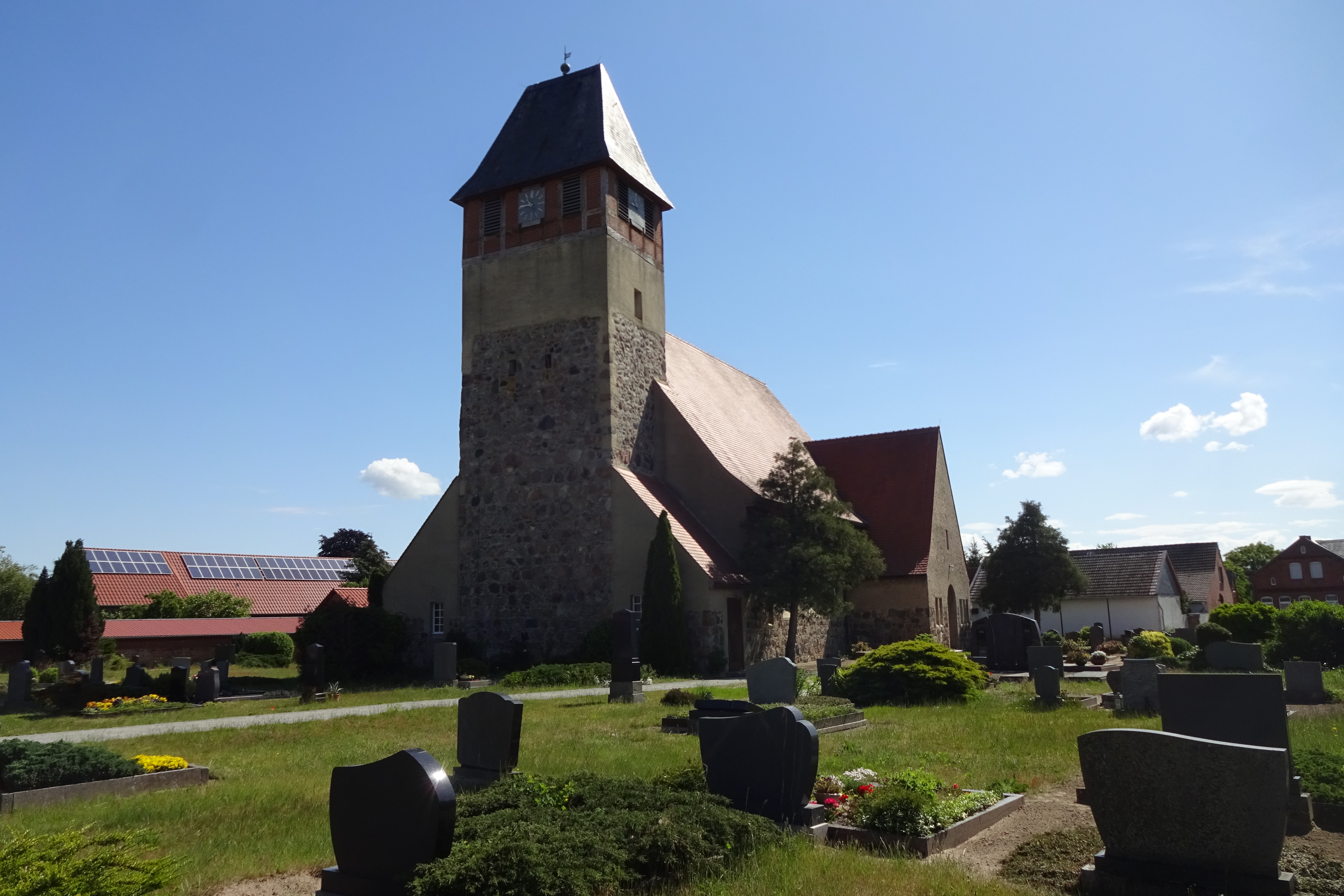
Dorpskerk te Pretzier
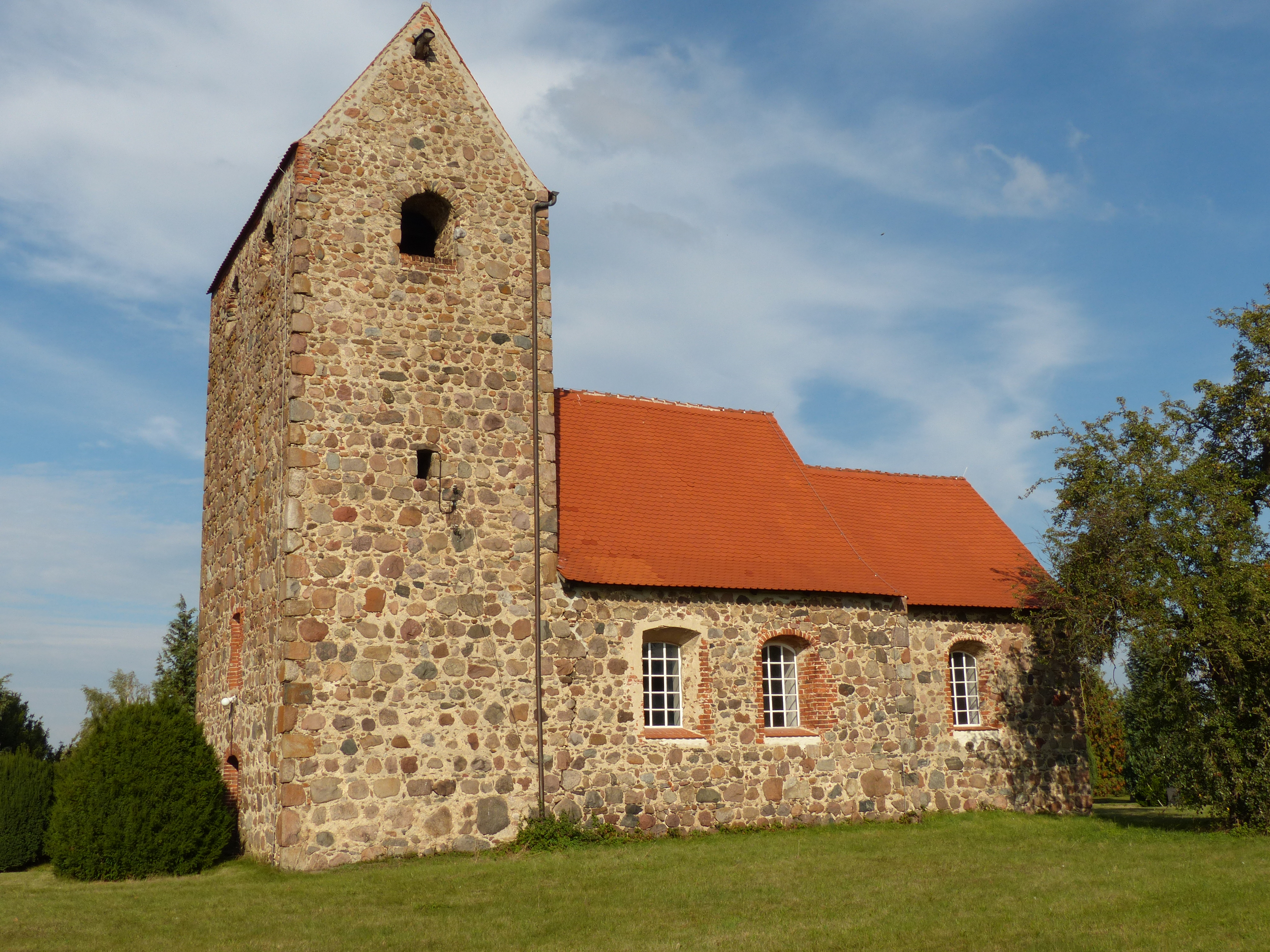
13e-eeuwse dorpskerk te Königstedt